# Відкритий чемпіонат Австралії з тенісу 1977 (грудень)
Відкритий чемпіонат Австралії з тенісу 1977 — тенісний турнір, що проходив між 19 грудня та 31 січня 1977 року на трав'яних кортах стадіону Куйонг у Мельбурні, Австралія. Це був 66-ий чемпіонат Австралії з тенісу і п'ятий турнір Великого шолома в 1977 році. 

## Огляд подій та досягнень
Відкритий чемпіонат Австралії перенесли з січня на грудень. Тому цього року турнірів у країні Oz було два — перший відбувся в січні, а другий у грудні. 
Вітас Герулайтіс виграв свій єдиний титул Великого шолома, а для Івонн Гулагонг Коулі це вже був 6-ий виграний мейджор.

## Результати фінальних матчів

### Дорослі
| Одиночний розряд. Чоловіки Детальніше            |                                       |                                                                                   |
| Вітас Ґерулайтіс                                 | Джон Ллойд                            | 6–3, 7–6, 5–7, 3–6, 6–2                                                           |
|                                                  |                                       |                                                                                   |
| Одиночний розряд. Жінки Детальніше               |                                       |                                                                                   |
| Івонн Гулагонг Коулі                             | Гелен Гурлей Коулі                    | 6–3, 6–0                                                                          |
|                                                  |                                       |                                                                                   |
| Парний розряд. Чоловіки Детальніше               |                                       |                                                                                   |
| Рей Раффелс Аллан Стоун                          | Джон Александер Філ Дент              | 7–6, 7–6                                                                          |
|                                                  |                                       |                                                                                   |
| Парний розряд. Жінки Детальніше                  |                                       |                                                                                   |
| Івонн Гулагонг Коулі Гелен Гурлей Коулі          | Мона Шаллау Геррант Керрі Мелвілл Рід | через негоду фінальний матч не відбувся, чемпіонками було проголошено обидві пари |
|                                                  |                                       |                                                                                   |
| Мікст Детальніше                                 |                                       |                                                                                   |
| У цій категорії змагань між 1970 та 1985 не було |                                       |                                                                                   |
|                                                  |                                       |                                                                                   |

### Юніори
| Одиночний розряд. Хлопці  |  |  |  |
| Рей Келлі                 |  |  |  |
|                           |  |  |  |
| Одиночний розряд. Дівчата |  |  |  |
| Аманда Тобін              |  |  |  |
|                           |  |  |  |

## Виноски
1. ↑  Honour Roll - Boys' Singles. AustralianOpen.com. Архів оригіналу за 2 квітня 2010.
2. ↑  Honour Roll - Girls' Singles. AustralianOpen.com. Архів оригіналу за 26 березня 2010.